# Indigo Books and Music
Pour les articles homonymes, voir Indigo (homonymie).

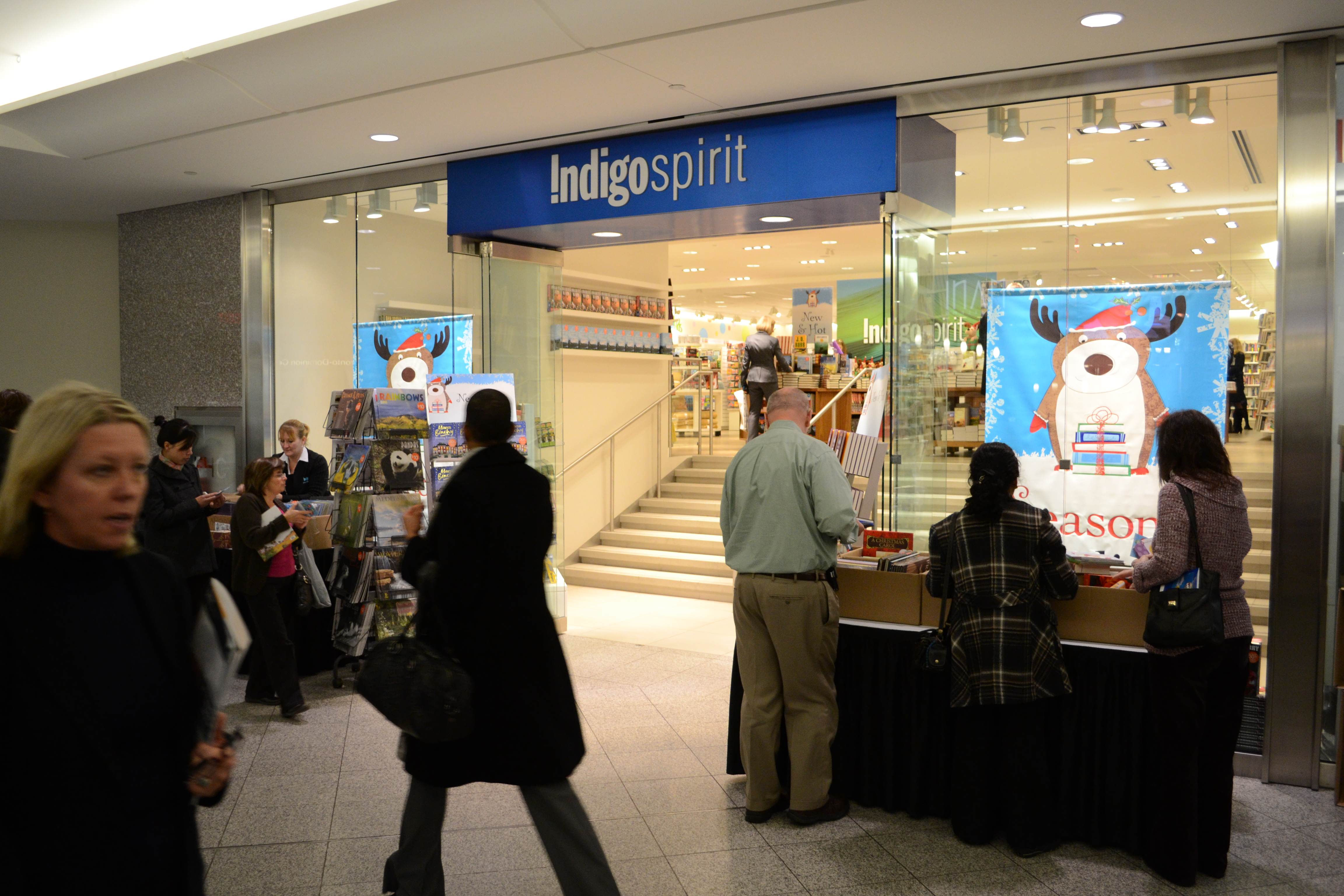
Un magasin à Toronto

Indigo Books & Music (TSX : IDG), est une chaîne canadienne de librairies proposant également des produits culturels tels que des disques et des DVD.

## Présentation
La société a été fondée en 1996 par Heather Reisman qui en est aujourd'hui la présidente-directrice générale et l'actionnaire principale.
Le groupe a fait l'acquisition de plusieurs autres librairies canadiennes au fil de son histoire, dont sa principale concurrente la chaîne de librairies Chapters en 2001, et par la même occasion la chaîne de librairies Coles, propriété de Chapters. Indigo est aussi propriétaire de la librairie World's Biggest Bookstore à Toronto.
Elle a fondé en 2009 la société Kobo, qui a été rachetée par Rakuten en 2011. Kobo est à l'origine de la Kobo Touch.
En mars 2023, le réseau des librairies s'est fait attaquer par le rançongiciel LockBit.

## Principaux actionnaires
Au 29 février 2020:
| Gerald Schwartz                        | 56,8% |
| Foyston, Gordon & Payne,               | 13,7% |
| Franklin Bissett Investment Management | 9,77% |
| RBC Global Asset Management            | 3,57% |
| PenderFund Capital Management          | 2,04% |
| CIBC Asset Management                  | 1,92% |
| Heartland Advisors                     | 1,54% |
| Norrep Capital Management              | 0,36% |
| Heather M. Reisman                     | 0,36% |
| Stadium Capital Management             | 0,35% |